# Коля (фільм)
«Коля» — драматичний фільм режисера Яна Сверака, лауреат премії «Оскар» та «Золотий глобус» у номінаціях «Найкращий фільм іноземною мовою».

## Сюжет
Події фільму починаються у 1988 році.
Лука — любитель жінок та переконаний холостяк з купкою боргів погоджується на фіктивний шлюб з росіянкою Надією. Надія Іванівна — молода жінка з п'ятирічним хлопчиком намагається набути громадянства, щоб переїхати на Захід. Після весілля вона таки раптово їде до Німеччини, залишивши сина Колю. Через обставини вихованням хлопчика змушений займатися Лука. Спочатку чоловік хотів повернути дитину пану Брожу, який запропонував угоду. Потім робить спробу залишити його у своєї матері, яка відмовляється. Соціальна служба також не може швидко забрати малюка у новоспеченого батька.
З часом Лука звикав до Колі. Хлопчик навіть почав називати його тато. А у скрутних ситуаціях із малюком недосвідчений Лука звертався по допомогу до своїх коханок, які читали Колі казки російською, доглядали, коли той захворів. Згодом чоловік знаходить спільну мову з хлопчиком. Лука відмовляється від своєї заяви до Соціальної служби. Але повертається рідна мама Колі, яка забирає його. Лука знову починає працювати в філармонії.

## У ролях
| Актор             | Персонаж  | Роль                 |
| ----------------- | --------- | -------------------- |
| Зденек Сверак     | Лука      | віолончеліст         |
| Андрій Халімон    | Коля      | син Наді             |
| Лібуше Шафранкова | Клара     | колега Луки          |
| Ірина Безрукова   | Надія     | дружина Луки         |
| Стелла Зазворкова | мама      | матір Луки           |
| Ондржей Ветхі     | пан Брож  | трунар               |
| Сільвія Сувадова  | Бланка    | учениця Луки         |
| Лілія Малкіна     | Тамара    | мама Наді            |
| Славка Будинова   | Буштикова | сусідка Луки         |
| Магда Себестова   | Зузі      | вчителька російської |
| Регіна Разлова    | Зубата    | соціальна працівниця |

## Створення фільму

### Виробництво
Зйомки фільму проходили в Празі, Чехія.

### Знімальна група
- Кінорежисер — Ян Шверак
- Сценаристи — Зденек Сверак, Павло Тоссіг
- Кінопродюсери — Ерік Абрахам, Ян Шверак
- Кінооператор — Володимир Смутни
- Кіномонтаж — Алоїс Фішарек
- Артдиректор — Мілош Когоут
- Художник по костюмах — Катаріна Холла
- Композитор — Ондржей Соукуп[3].

## Сприйняття

### Критика
Фільм отримав позитивні відгуки. На сайті Rotten Tomatoes оцінка фільму становить 96 % на основі 24 відгуків від критиків (середня оцінка 7,9/10) і 92 % від глядачів із середньою оцінкою 4,2/5 (6 682 голоси). Фільму зарахований «стиглий помідор» від кінокритиків та «попкорн» від глядачів, Internet Movie Database — 7,8/10 (12 646 голосів).

### Номінації та нагороди
| Нагороди та номінації фільму « Коля» | Нагороди та номінації фільму « Коля» | Нагороди та номінації фільму « Коля»       | Нагороди та номінації фільму « Коля» | Нагороди та номінації фільму « Коля» | Нагороди та номінації фільму « Коля» |
| Рік                                  | Кінофестиваль/кінопремія             | Категорія/нагорода                         | Номінант                             | Результат                            |                                      |
| ------------------------------------ | ------------------------------------ | ------------------------------------------ | ------------------------------------ | ------------------------------------ | ------------------------------------ |
| 1996                                 | Camerimage                           | Золота жабка                               | Володимир Смутни                     | Номінація                            |                                      |
| 1996                                 | Європейський кіноприз                | Найкращий фільм                            | Ерік Абрахам, Ян Шверак              | Номінація                            |                                      |
| 1996                                 | Національна рада кінокритиків США    | Найкращий фільм іноземною мовою            | «Коля»                               | Перемога                             |                                      |
| 1996                                 | Токійський міжнародний кінофестиваль | Найкращий сценарій                         | Ян Шверак                            | Перемога                             |                                      |
| 1996                                 | Токійський міжнародний кінофестиваль | Гран-прі                                   | Ян Шверак                            | Перемога                             |                                      |
| 1996                                 | Венеційський кінофестиваль           | Особлива згадка                            | Ян Шверак                            | Перемога                             |                                      |
| 1997                                 | Оскар                                | Найкращий фільм іноземною мовою            | Чехія                                | Перемога                             |                                      |
| 1997                                 | Золотий глобус                       | Найкращий фільм іноземною мовою            | Чехія                                | Перемога                             |                                      |
| 1997                                 | Премія БАФТА у кіно                  | Найкращий неангломовний фільм              | Чехія                                | Номінація                            |                                      |
| 1997                                 | Bogey Awards                         |                                            |                                      | Перемога                             |                                      |
| 1997                                 | Нагорода чеських кінокритиків        | Найкращий художній фільм                   | Ян Шверак                            | Перемога                             |                                      |
| 1997                                 | Чеський лев                          | Нагорода критиків                          | Ян Шверак                            | Перемога                             |                                      |
| 1997                                 | Чеський лев                          | Найкращий фільм                            | Ерік Абрахам, Ян Шверак              | Перемога                             |                                      |
| 1997                                 | Чеський лев                          | Найкраща акторка                           | Лібуше Шафранкова                    | Перемога                             |                                      |
| 1997                                 | Чеський лев                          | Найкраща чоловіча роль другого плану       | Андрій Халімон                       | Перемога                             |                                      |
| 1997                                 | Чеський лев                          | Найкращий режисер                          | Ян Шверак                            | Перемога                             |                                      |
| 1997                                 | Чеський лев                          | Найкращий сценарій                         | Зденек Сверак                        | Перемога                             |                                      |
| 1997                                 | Чеський лев                          | Найкращий монтаж                           | Алоїс Фішарек                        | Перемога                             |                                      |
| 1997                                 | Чеський лев                          | Найкращий актор                            | Зденек Сверак                        | Номінація                            |                                      |
| 1997                                 | Чеський лев                          | Найкраща чоловіча роль другого плану       | Ондржей Ветхі                        | Номінація                            |                                      |
| 1997                                 | Чеський лев                          | Найкраща жіноча роль другого плану         | Стелла Зазворкова                    | Номінація                            |                                      |
| 1997                                 | Чеський лев                          | Найкраща робота оператора                  | Володимир Смутни                     | Номінація                            |                                      |
| 1997                                 | Чеський лев                          | Найкраща музика                            | Ондржей Соукуп                       | Номінація                            |                                      |
| 1997                                 | Чеський лев                          | Найкращий звук                             | Збинек Мікулік                       | Номінація                            |                                      |
| 1997                                 | Асоціація онлайн кіно та телебачення | Найкращий фільм іноземною мовою            | Чехія                                | Номінація                            |                                      |
| 1997                                 | Пльзеньський кінофестиваль           | Найпопулярніший фільм                      | Ян Шверак                            | Перемога                             |                                      |
| 1997                                 | Пльзеньський кінофестиваль           | Найкраща акторка                           | Лібуше Шафранкова                    | Перемога                             |                                      |
| 1997                                 | Пльзеньський кінофестиваль           | Найкращий актор                            | Зденек Сверак                        | Перемога                             |                                      |
| 1997                                 | Супутник                             | Найкращий фільм іноземною мовою            | Ян Шверак                            | Номінація                            |                                      |
| 1997                                 | Молодий актор                        | Найкращий сімейний фільм іноземною мовою   | Чехія                                | Перемога                             |                                      |
| 1997                                 | Молодий актор                        | Найкраща акторська гра в іноземному фільмі | Андрій Халімон                       | Перемога                             |                                      |
| 1998                                 | Асоціація кінокритиків Аргентини     | Найкращий іноземний фільм                  | Ян Шверак                            | Номінація                            |                                      |
| 1998                                 | Кінокритики Австралії                | Найкращий іноземний фільм                  | Ерік Абрахам, Ян Шверак              | Перемога                             |                                      |